# 姚一葦
姚一葦（1922年4月5日—1997年4月11日），本名姚公偉。臺灣劇作家、翻譯者與藝術評論者。曾任教於國立臺灣藝術大學、中國文化大學、國立臺北藝術大學，並出版和演出多部戲劇創作。為臺灣戰後現代劇場的開創者。
姚一葦生於江西鄱陽縣，祖籍江西南昌，1946年隨國民政府遷臺後於臺灣銀行任職30年，期間兼任文化大學藝術研究所教授。參與多本期刊雜誌的編務工作，包含《筆匯》、《現代文學》等。1982年自銀行退休後創辦國立藝術學院（今國立臺北藝術大學）戲劇系，與主辦實驗劇展。姚一葦的創作文類有劇本、理論、散文等。一生創作14部戲劇，包含《佐伯桃》、《一口箱子》、《碾玉觀音》等。出版《戲劇與文學》、《藝術批評》等戲劇理論與藝術評論書籍。在劇作題材與形式上十分多元，有結合中國戲劇的戲曲新編手法，亦有採用西方劇場模式探討現實社會的當代戲劇。
姚一葦長期致力於建立臺灣戰後的當代劇場、文學與藝術評論環境，是臺灣劇場與文學發展的重要推手並獲得多項獎項肯定，因此被小說家陳映真譽為「暗夜中的掌燈者」。

## 生平
姚一葦1938年進入吉安中學，因中日戰爭，隨學校遷到遂川。1941年，入廈門大學機電工程系，1943年轉銀行系，姚一葦在校時就對戲劇有興趣，1945年發表了第一篇戲劇評論《論總建築師》，評論易卜生的劇作並以筆名「袁三愆」發表評論與翻譯，以「姚宇」發表小說及散文。1946年畢業後隨中國國民黨主政的國民政府來台，在臺灣銀行任職達30年，兼任文化大學藝術研究所教授。
1951年，在白色恐怖下，入獄七個月後獲釋。1953年，因翻譯《湯姆歷險記》，王夢鷗為其取筆名為姚一葦。根據王夢歐教授於政治大學授課時的學生尉天驄先生在其著作《回首我們的時代》述及：姚一葦先生夫婦為王夢鷗教授任教於廈門大學的學生，1951年左右，姚一葦因被牽連到白色恐怖案件中，出獄後非常消沉。因地緣關係，王、姚二人都住在當時的台北縣中和市，因此經常邀請姚先生喝酒談天，並鼓勵其專注於寫作。後來台灣文壇談起批評理論，經常並稱王、姚。
1957 年，應聘為國立臺灣藝術學院（今國立臺灣藝術大學）教授，講授「戲劇原理」、「現代戲劇」、「劇場藝術」等課程。1960 年參與《筆匯》編務。1962年和余光中、何欣負責《現代文學》編務工作，主持該雜誌最後五年的總編輯。1968年，因陳映真被捕入獄，寫下《紅鼻子》。1964 年於中國文化學院藝術學門任教。1975 年與侯健、楊牧、葉維廉、葉慶炳創辦《文學評論》。1978到1984 年任《現代文學》復刊主編。1982年自銀行退休後，創辦國立藝術學院（今國立臺北藝術大學）戲劇系。並於1980年至1984年間主辦五屆實驗劇展。姚一葦為著名美學及藝術理論家、戲劇家。創作文類有劇本、理論、散文等。一生寫了14部戲劇，包含《碾玉觀音》、《紅鼻子》、《一口箱子》、《重新開始》、《佐伯桃》等。出版《戲劇與文學》、《藝術批評》等戲劇理論與藝術評論書籍。

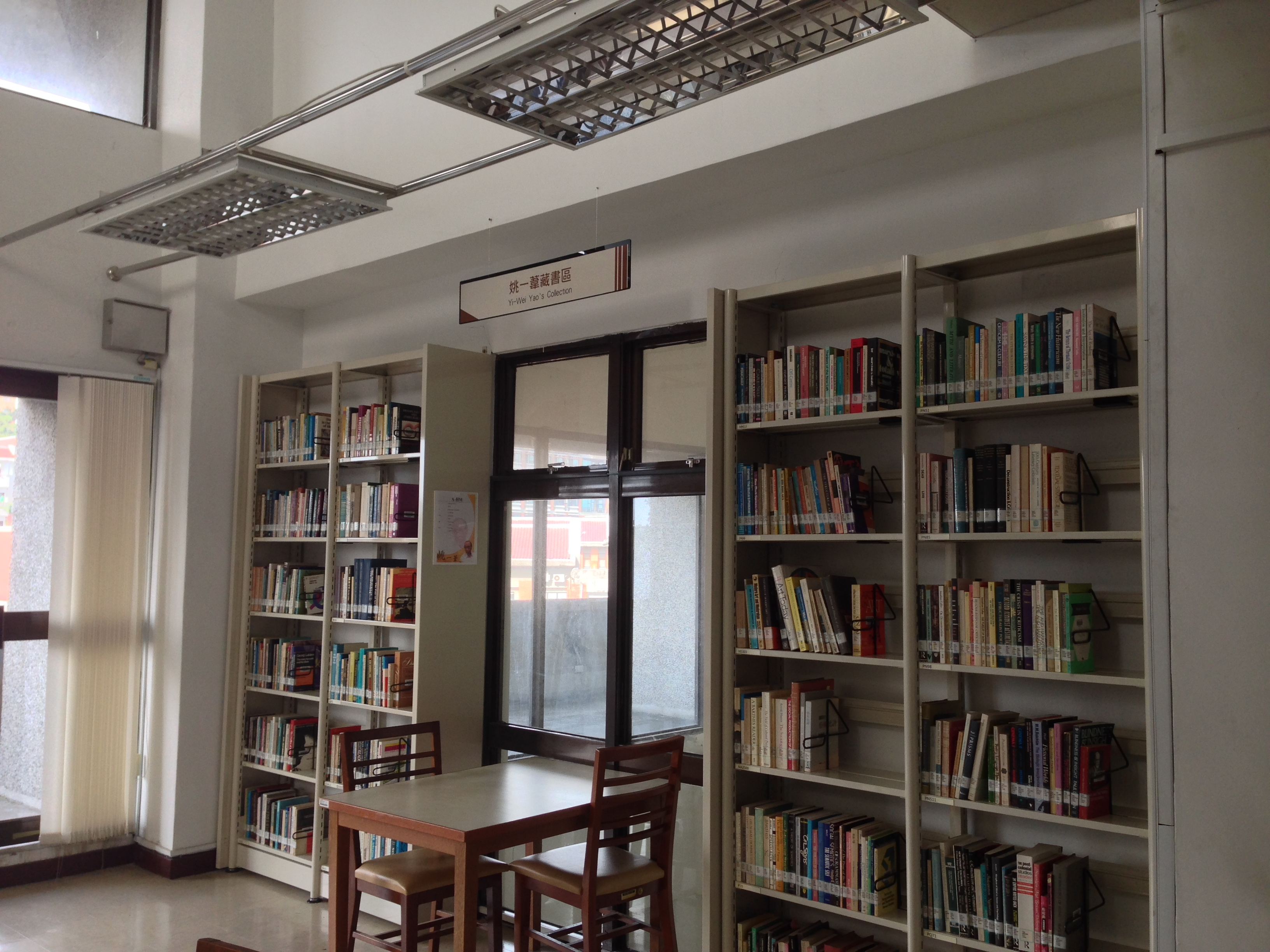
台北藝術大學圖書館姚一葦藏書區

1997年4月11日因心臟病辭世。因姚一葦長期致力於建立臺灣戰後的當代劇場、文學與藝術評論環境，而被小說家陳映真譽為「暗夜中的掌燈者」，是臺灣劇場與文學發展的重要推手。

## 著作目錄

### 學術論著
- 《詩學箋註》，台北：臺灣中華書局，1966年。
- 《藝術的奧祕》，台北：台灣開明書局，1968年。
- 《戲劇論集》，台北：台灣開明書局，1969年。
- 《美的範疇論》，台北：台灣開明書局，1978年。
- 《戲劇原理》，台北：書林出版公司，1992年。
- 《審美三論》，台北：台灣開明書局，1993年。
- 《藝術批評》，台北：三民書局，1996年。

### 劇本創作
- 《來自鳳凰鎮的人》（三幕劇），1963年。

英譯From Phoenix Town
tr. by Chu Chi-Yu & Oliver Stunt , 1996, Oxford Univ. Press
- 《孫飛虎搶親》（三幕劇），1965年。
- 《碾玉觀音》（三幕劇），1967年。

英譯The Emerld Bodhisativa
tr. by Mei-Ling Cheng. Yale Univ.,1988（碩士論文）
- 《紅鼻子》（四幕劇），1969年。

英譯Red Nose
tr. by Ying-Chu Yeh. Iowa State Univ., 1981（碩士論文）
德譯Rotnase
tr.by Birgit Buchholz. Univ. Hamburg, 1995（碩士論文）
日譯《紅鼻子》
小林泉譯，《悲劇喜劇》, 1989年9月號（昭和六十二年九月）
- 《申生》（四幕劇），1971年。

英譯The Crown Prince Shen-Sheng
tr. by Marion Taylor, Wan Kin-lau, Lin Huai-ming and Tsui Te-lin. 1971.
- 《一口箱子》（獨幕劇），1973

英譯Suitcase
tr. by Chou Shan. 1973
韓譯《一口箱子》
姜那炫譯，《戲曲文學》，1989年9月號。
（以上六種收錄於《姚一葦戲劇六種》，台北：華欣文化公司，1975年。台北：書林，2000年）
- 《傅青主》（二部劇），台北：遠景出版社，1978年；台北：聯經出版社，1989年。
- 《我們一同走走看》（獨幕劇），1979年。
- 《左伯桃》（京劇），1980年。
- 《訪客》（獨幕劇），1984年。
- 《大樹神傳奇》（獨幕劇），1985年。

英譯The Legend of the Tree God
tr. by David Jiang. Great Britain, Alumnus, 1995
- 《馬嵬驛》（三幕劇），1987年。

（以上五種收錄於《我們一同走走看》，台北：書林出版公司，1987年。）
- 《Ｘ小姐》（獨幕六場），1991年。
- 《重新開始》（二幕劇），1993年。

（以上兩種收錄於《Ｘ小姐‧重新開始》，台北：麥田出版社，1994年。）

### 散文評論
- 《文學論集》，台北：書評書目社，1974年（後增修重排為遠景版之《欣賞與批評》）。
- 《姚一葦文錄》，台北：洪範書店，1977年。
- 《欣賞與批評》，台北：遠景出版社，1979年；台北：聯經出版社，1989年重印版。
- 《戲劇與文學》，台北：遠景出版社，1984年；台北：聯經出版社，1989年增訂版。
- 《說人生》，台北：聯經出版社，1989年。
- 《戲劇與人生──姚一葦評論集》，台北：書林出版公司，1995年。

### 翻譯作品
- 《湯姆歷險記》（The Adventures of Tom Sawyer by Mark Twain），台北：正中書局，1953年。
- 《杜里世家》（The Master of Ballantrae by R. L. Stevenson），台北：正中書局 ，1954年。

## 獲獎紀錄
姚一葦獲獎紀錄為1968 年《碾玉觀音》獲第四屆話劇金鼎獎最佳編劇。1968年《藝術的奧秘》獲該年度「中山文藝獎」。1969年《碾玉觀音》被中央電影公司改編為電影《玉觀音》，並獲同年亞洲影展最佳影片獎。1983 年獲《聯合報》第八屆小說獎暨附設散文獎之特別貢獻獎。1988 年獲第11屆吳三連文藝獎戲劇劇本獎。

## 外部連結
- 國立臺灣文學館姚一葦主題館 （页面存档备份，存于）
- 姚一葦學術網 （页面存档备份，存于）